# Rhyacophila malkini
Rhyacophila malkini är en nattsländeart som beskrevs av Ross 1947. Rhyacophila malkini ingår i släktet Rhyacophila och familjen rovnattsländor. Inga underarter finns listade i Catalogue of Life.